# Wilfried Krätzschmar
Wilfried Krätzschmar (* 23. März 1944 in Dresden) ist ein deutscher Komponist.

## Leben
Krätzschmar erhielt ab 1952 Klavierunterricht. Nach dem Abitur an der Erweiterten Oberschule Reick studierte er von 1962 bis 1968 Komposition bei Johannes Paul Thilman, Klavier bei Wolfgang Plehn und Dirigieren bei Klaus Zoephel an der Hochschule für Musik Dresden. 1963 leitete er einen Posaunenchor in Dresden. Von 1968 bis 1969 übernahm er die Leitung der Schauspielmusik am Theater Meiningen. Nach dieser Zeit ging er als Aspirant von Fritz Geißler zurück an die Dresdner Musikhochschule. 1975 übernahm er künstlerisch das Zentrum zur Förderung junger Komponisten des Bezirkes Dresden. Im Jahr 1988 wurde er zum außerordentlichen Professor in Dresden berufen. Von 1991 bis 2003 war er Rektor der Musikhochschule Dresden und von 1992 bis 2009 Professor für Komposition und Musiktheorie. 2003 wurde er zum Präsidenten des Sächsischen Musikrates berufen, sein Nachfolger wurde 2007 Christoph Krummacher. Von 2011 bis 2014 war Krätzschmar Vizepräsident und von 2014 bis 2017 Präsident der Sächsischen Akademie der Künste. Er lebt in Dresden.

## Auszeichnungen
- 1971: Förderpreis des Carl-Maria-von-Weber-Wettbewerbes
- 1972: und 1973 Mendelssohn-Stipendium des Ministeriums für Kultur
- 1979: Hans-Stieber-Preis des Komponistenverbandes Halle
- 1980: Hanns-Eisler-Preis des Rundfunks der DDR
- 1985: Kunstpreis der Stadt Dresden
- 1986: Kunstpreis der DDR
- 1990: Preis der Kritik der Kommission Musikkritik des Verbandes der Komponisten und Musikwissenschaftler der DDR zu den DDR-Musiktagen (für „…possibilmente alla serenata“)[2]
- 2012: Johann Walter Plakette des Sächsischen Musikrates

## Kompositionen (Auswahl)
- 1974: Suoni notturni für Soloflöte und Ensemble, UA Dresden 1974
- 1975: Hölderlin-Fragmente für 2 Chöre und Instrumente, UA Dresden 1976
- 1978: 1. Sinfonie, UA Dresden 1979
- 1978: 2. Sinfonie Explosionen und Cantus, UA Berlin 1980
- 1982: Heine-Szenen für Bariton, Chöre, Orgel und Orchester, UA Leipzig 1983
- 1980/1981: 3. Sinfonie, UA Berlin 1982
- 1983–1985: 4. Sinfonie, UA Dresden 1985
- 1986: scenario piccolo für Klavier und Ensemble, UA Dresden 1987
- 1987: cataracta für Orchester, UA Berlin 1987
- 1987: Kammerkonzert II, UA Schwerin 1987
- 1989: turns für sechs Schlagzeuger, UA Dresden 1996
- 1991: und schon jetzt für zwei Chöre und großes Ensemble, UA Dresden 1991
- 1993: Klanggewächse für Orchester, UA Pirna 1993
- 1993: Nachspiel zum Vormittag eines Ubu für Ensemble, UA Berlin 1993
- 1995: Reigen für Orchester, UA 1995 Dresden 1995
- 1998: Kammerkonzert III, UA Dresden 1998
- 2003: age, spectra sonantia temporibus für Orchester, UA Dresden 2003
- 2004: Galopp-mouvement für Orchester, UA Leipzig 2006
- 2006: Schlüsseloper. Ein burleskes Spiel, Libretto: Michael Wüstefeld, UA Dresden 2006
- 2006: Doch es wird nicht dunkel bleiben für Chor und Percussion-Ensemble, UA Dresden 2009
- 2007: maga musica, Hymnus für Kinderchöre, UA Dresden 2008
- 2012: Fragmentum für zwei Chöre und Orchester, UA Dresden 2012
- 2017/18: 5. Sinfonie, UA Dresden 2019
- 2018/19: 6. Sinfonie, UA 2022 Brandenburg
- 2019–2022: Gesänge für Bariton und Orchester: Erster Gesang "Wir sind ein Teil der Erde" nach Worten von Häuptling Seattle, UA Meißen 2022 / Zweiter Gesang "Über das Verbrennen von Büchern" nach Worten von Erich Kästner, UA Pirna 2023 / Dritter Gesang "Alles was geschieht" nach Worten von Günter Eich / Epilog für Orchester

## Schüler
Zu seinen Schülern gehören Michael Flade, Arnulf Herrmann, Caspar René Hirschfeld, Alexander Keuk, Ekkehard Klemm, Uwe Krause, Rolf Thomas Lorenz, Christian Münch, Theodor Schubach und Sylke Zimpel.